# Сликарство барока
У барокном сликарству су карактеристичне јаке боје, снажни светлосни контрасти и илузија дубоког простора која се добија применом радикалних перспективних решења. Тематски преовлађују сакралне и митолошке композиције у којим се преплићу религиозно патетични занос и сензуалност нагих актова. Пејзажи и мртве природе постају самосталне сликарске теме, а одређеним графичким делима се постиже савршенство ликовног израза.

## Карактеристике
Барокни начин изражавања најлакше је објаснити у његовој супротности с ренесансом. За ренесансу је типично јасно оцртавање линија (линеарност) док се то у бароку замењује стапањем и меканим обрисима и ренесансно површинско обликовање се мења у барокно дубинско, са затвореним и многоликим композицијама а отворено и јединствено, јасно обликовање постаје нејасно.

## Најпознатији представници Барокног сликарства
Италија
- Каравађо (Caravaggio)
- породица Карачи (Carraci)
- Артемизија Ђентилески (Artemisa Gentileschi)
- Ђовани Батиста Гаули (Giovanni Battista Gaulli)
- Ђовани Батиста Пјацета (Giovanni Battista Piazzetta)
- Франческо Гварди (Francesco Guardi)
- Пјетро да Корона (Pietro da Cortona)

Француска
- породица Ле Нен (Le Nain)
- Жан Кајо (Jean Callot)
- Никола Пусен (Nicolas Poussin)
- Клод Лорен (Claude Lorain)
- Жорж де Латур (Georges de la Tour)

Шпанија
- Дијего Веласкез (Diego Velázquez)
- Бартоломео Муриљо (B. E. Murillo)
- Хусепе де Рибера (Jusepe de Ribera)
- Франсиско Зурбаран (Francisco Zurbarán)

Фландрија и Холандија
- Рембрант (Rembrandt)
- Петер Паул Рубенс (Peter Paul Rubens)
- Франс Халс (Frans Hals)
- Антонис ван Дајк (Anthonis van Dyck)
- Јоханес Вермер (Jan Vermeer)
- Јакоб ван Ројсдал (Jacob van Ruisdael)
- Хермен Стенвик (Hermen Steenwyck)

Немачка и Аустрија
- породица Асам (Asam)
- Адам Елсхајмер (Adam Elsheimer)
- Јохан Михаел Ротмаир (Johann Michael Rottmayr)

Барокно сликарство се развило најприје у Италији, а за нагло ширење зидног сликарства најзаслужнији су били Исусовци који су, борећи се за победу противреформације, оснивали бројне манастире и градили уз њих блиставе и раскошне цркве по целој Европи. Чак, Ватикан и католичка црква су одредили строга иконографска правила у сликарству и захтевали су да се на сликама изрази снажан верски занос или скрушена побожност.

## Илузионизам
Прво правило су за идеал узели сликари илузионистичких композиција на сводовима цркава. То су биле слике које су тежиле за покретом, сензуалношћу и спектакуларношћу; слике које су „отварале“ зидове, сводове и куполе и сугерисале су да се унутрашњи простор цркве или двора прелива и стапа са спољашњим просторима. Уз комбинацију одговарајуће архитектуре и сликаних скулптура и понекад је тај илузионизам био тако успешан да је код посматрача изазивао оптичку варку, као да се меша стварност и насликано. 
Врхунац илузионистичког сликарства налазимо у делу Пјетра да Кортоне „Величање владавине Урбана VIII”. у палати Барберини у Риму. Насликана и стварна архитектура се мешају, све је узнемирено вртлогом ликова који се уздижу ка бесконачном небу. Неки ликови као да лебде унутар дворане. Да Кортонино сликарство је епска поезија покрета, геста и израза који се лако читају.

## Интимизам
Уметник којег зовемо првим барокним сликаром, Микеланђело Мериси да Каравађо, пристао је уз други принцип – скрушену побожност. Каравађо је унео крајњи реализам у сликарство – његове ликове на сликама оцртава необично светло и тама интимне сенке у које су уроњени. Библијске ликове је приказивао као обичне људе, обично на основу посматрања људи са улице, па и у случају ликова апостола и самог Христа, што је производило негодовање и презир римске публике према његовим делима. 
Такви ликови су и на његовим првим религиозним радовима: Позивање Св. Матеја и Свети Матеј и анђео. На првој слици су ликови Матеја и пријатеља чак приказани у одећи из времена кад је слика настала, а светост Христовог лика постигао је приказом светлосне траке која као да долази с неког прозора поред слике. Управо та лежерна религиозност је одговарала Против- реформаторским тежњама (као код Француза Жорж де Латура), али и протестантским сликарима као што је био Низоземац Рембрант. Слике су му често биле и аутобиографске (Голијат на слици Давид с Голијатовом главом). Својим сликама је унео својеврсну револуцију у сликарство која се проширила изван граница Италије, до Шпаније, Француске и наравно Фландрије и Холандије.

## Индивидуализам
У Бароку особито важан постаје субјективни утисак, тако се лични стилови неких уметника разликују и управо је у томе богатство барокне уметности. То је најочитије у сликама двојице сликара који су пореклом из истог подручја и сликали су у готово исто време, али потпуно различитим стилом. 
Тако је велики фламански сликар Петер Паул Рубенс, сликар барокне покренутости, неумереног богатства и раскоши, јарких боја, усмерен ка спољашњим и ка често претрпаним композицијама историјских, алегоријских, митолошких или религијских тема. Последицом живописног пута, Рубенс, дете из протестантске породице, постао је ревностан католик који је сваким својим делом величао веру. Истински против- реформатор, Рубенс је свет доживљавао као позорницу и његове слике су препуне драме. Тако његово дело Подизање крста изгледа као пирамида тела која таласају и као да излазе изван слике, укључујући и посматрача у своју драму.
Док Холанђанин Рембрант, највећи је геније низоземског сликарства, истражује унутрашње духовно богатство, вечиту људску драму, подједнако у портретима и аутопортретима, као и у библијским призорима, а његово главно изражајно средство су племените златно- смеђе боје и драматичан однос пробијања зрака свјетлости у претежно мрачан простор слике. Један од најплодоноснијих сликара свих времена сликао је небројене теме из Библије, израдио многа графичка дела, а занимљиви су и његови бројни аутопортрети по којима тачно можемо видети како се човек мења од младости до најдубље старости. Његова највећа слика Ноћна стража је једно од најуспелијих барокних дела с покретом и светлошћу које му даје никад пре виђену драму. Управо по тој тами и сензуалној светлости се увелико разликовао од свог савременика Рубенса којег је доживљавао као ривала. Пред крај живота слика најдирљивије слике, као што је Повратак блудног сина која је тако јака у осјећају њежне тишине да се посматрач спонтано интимно веже са групом на слици. У овој слици богатство људског разумевања кроз целокупно животно искуство сликара се претаче у јединствен израз туге и опроштаја. Можда најинтимније дело у историји уметности до тога времена.

## Самосталност
У бароку се осамостаљују бројне сликарске теме, као што су портрет, акт, пејзаж или мртва природа. Чак се неки сликари опредјељују и специјализују за само једну од тих тема, или унутар њих још уже. Тако се Француз Жорж де Латур базирао на контрастну игру светлости и сенке у ноћној расвети, Холанђанин Франс Халс је хватао људске емоције на лепршавим портретима, а Јоханес Вермер је опевао лепоту интимности људског дома.
Најпознатији Шпански сликар је Дијего Веласкез. Његова рана „жанровска дела“ (нпр. Водоноша из Севиље) која су приказивала сиромашне поседовала су више духа и емоција од његових касних дела када је постао краљевски сликар у Мадриду. Ипак је био најбољи сликар светла, што се види на његовим течним и богатим сликама (нпр. Лас менинас - Принцеза и слушкиње).